# Herman E. Hendrix
Herman Elbert Hendrix (* 8. April 1880 im Deutschen Reich; † 18. April 1948 in Mesa, Arizona) war ein US-amerikanischer Steinmetz, Lehrer und Politiker (Demokratische Partei).

## Werdegang
Hermann Elbert Hendrix, Sohn von Elbert Hendrix und seiner Ehefrau Mauna geborene Bauman, wurde 1880 im Deutschen Reich geboren. Die Familie wanderte 1881 in die Vereinigten Staaten ein. Die Einbürgerung von ihm und seinem Vater erfolgte 1885. Hendrix graduierte 1896 an der High School in Blue Earth (Minnesota). Danach arbeitete er eine Weile als Steinmetz für seinen Vater. Hendrix besuchte das North Central College in Naperville (Illinois), wo er 1901 zwei Abschlüsse machte, ein Bachelor of Arts und einen Bachelor of Philosophy.
Von 1901 bis 1902 unterrichtete er Wissenschaft, Deutsch und Mathematik an der High School in St. Peter, dem Verwaltungssitz vom Nicollet County (Minnesota). Hendrix besaß von 1907 bis 1908 160 Acres Land bei McClusky im Sheridan County (North Dakota). Während dieser Zeit unterrichtete er zusammen mit seiner Ehefrau in einer Einklassenschule. Hendrix zog dann nach Chicago (Illinois) und unterrichtete dort an Privatschulen. 1909 graduierte er mit einem Juraabschluss am Erie College of Law. Hendrix zog dann nach Everett, dem Verwaltungssitz vom Snohomish County (Washington). Dort war er von 1909 bis 1917 als Superintendent of Schools tätig. Hendrix ließ sich 1917 in Arizona nieder. In den folgenden zwei Jahren war er dort als Superintendent of Schools in Miami (Gila County) tätig. Im Anschluss unterrichtete er an der Northern Arizona Normal School in Flagstaff (Coconino County). Hendrix war im Studienjahr 1919/1920 Direktor vom Student Teaching Program. Von 1920 bis 1931 fungierte er dann als Superintendent an der Mesa Union High School und zur selben Zeit als Superintendent of Schools in der City von Mesa. Schließlich zwang ihn ein Gerichtsurteil eine der Stellungen aufzugeben. Er blieb bis zum 1. Januar 1933 als Superintendent of Schools in der City von Mesa tätig, als er Superintendent of Public Instruction von Arizona wurde. Während seiner Tätigkeit als Superintendent of Schools in der City von Mesa machte er seinen Master of Arts an der Stanford University. Seine Abschlussarbeit befasste sich mit den Tests und Testergebnissen an bestimmten Schulen in Arizona. Hendrix machte 1929 seinen Ph.D. in School Administration an der New York University. Dadurch wurde er die erste promovierte Person in der Schulverwaltung, welche den Posten des Superintendent of Public Instruction bekleidete. Außerdem war er auch Fakultätsmitglied vom Arizona State Teachers College in Tempe (Maricopa County).
Hendrix veröffentlichte zwischen dem Ersten Weltkrieg und seiner Wahl zum Superintendent of Public Instruction von Arizona regelmäßig Artikel im Arizona Teacher and Home Journal und anderen Magazinen in Arizona.
Von 1933 bis 1941 bekleidete Hendrix den Posten des Superintendent of Public Instruction von Arizona. Er wurde 1932 für seine erste zweijährige Amtszeit gewählt und in der Folgezeit dreimal wiedergewählt. 1940 verzichtete er auf eine weitere Wiederwahlkandidatur und begründete es folgendermaßen:

“For personal reasons – health and physical – I have decided not to seek re-election.”

„Aus persönlichen Gründen – gesundheitlich und physisch – habe ich entschieden keine Wiederwahl anzustreben.“

Seine Amtstätigkeit war von der Weltwirtschaftskrise überschattet. Als Superintendent of Public Instruction von Arizona etablierte er beinahe den kompletten Stab von dem Department of Education. Hendrix ernannte einen Statiker, einen Direktor für das Curriculum, einen Forschungsleiter, einen Direktor für Tests und Messungen, einen Direktor für Zertifizierung und einen Buchhalter. Er knüpfte an die Arbeit von Elsie Toles an und leitete ein landesweites umfassendes Testprogramm für Grundschulen mit eigenen Personal ein, um dieses Programm im ganzen Land durchzuführen. Ferner organisierte er Konferenzen, wo er Pädagogen, Lehrer von Grundschulen und Sekundarschulen sowie County Superintendents zusammen brachte zwecks Beratung und Einschlagung einer Richtung bei der Entwicklung von Lehrplänen. Hendrix engagierte sich bei der Entwicklung von Erwachsenenbildung und unterstützte sie aktiv. Dabei war er der festen Überzeugung, dass Bildung ein kontinuierlicher Prozess über das ganze Leben einer Person ist. In diesem Zusammenhang interessierte er sich insbesondere für die Berufsausbildung. Daher besetzte er den Posten des State Director of Vocational Education. Wegen der Weltwirtschaftskrise etablierte er ein neues Aufzeichnungssystem für den Staat und ein neues Schulfinanzierungssystem. Als Folge davon konnte er die Kosten seiner Abteilungen reduzieren und den pro Kopfanteil bei den öffentlichen Schulen von 25 Dollar auf 20 Dollar senken. Hendrix trat für einen elementaren Grundlagenplan im Staat ein, der seitdem von anderen Superintendent of Public Instructions befürwortet wurde.
Am 30. Januar 1941 heiratete er in Lordsburg, dem Verwaltungssitz vom Hidalgo County (New Mexico), Miss Ruth E. Oelke, die frühere Supervisor of Homemaking Education im Department of Vocational Education. Nach ihrer Hochzeit kehrte das Paar nach Phoenix (Arizona) zurück. In der Folgezeit zog er wieder nach Mesa, wo er 1948 verstarb. Er wurde dort auf dem Stadtfriedhof beigesetzt.